# Caaguazú (departamento)
Caaguazú é uma subdivisão administrativa do Paraguai. A capital do Departamento é a cidade de Coronel Oviedo.

## Distritos
O departamento está dividido em 22 distritos:
- Caaguazú
- Carayaó
- Coronel Oviedo
- Doctor Cecilio Báez
- Doctor J. Eulogio Estigarribia
- Doctor Juan Manuel Frutos
- José Ocampos
- La Pastora
- Mariscal Francisco Solano López
- Nueva Londres
- Nueva Toledo
- Raúl Arsenio Oviedo
- Repatriación
- R. I. Tres Corrales
- San Joaquín
- San José de los Arroyos
- Santa Rosa del Mbutuy
- Simón Bolívar
- Tres de Febrero
- Tembiaporá
- Vaquería
- Yhú